# Iwaki-gawa
Le fleuve Iwaki (岩木川, Iwaki-gawa) est un cours d'eau du Japon s'écoulant dans l'ouest de la préfecture d'Aomori.

## Géographie
Le fleuve Iwaki est le plus long cours d'eau de la préfecture d'Aomori. D'une longueur de 102 km, il s'étale sur un bassin versant de 2 540 km2. Il prend sa source au mont Ganmori dans la région de Shirakami-Sanchi, une région montagneuse, couverte de forêts primaires et s'étend sur les deux préfectures d'Akita et d'Aomori.
À sa source, le cours du fleuve s'oriente vers l'est. À Hirosaki, il s'infléchit brusquement vers le nord, traverse le bourg de Tsuruta et la ville de Tsugaru dans la plaine de Tsugaru jusqu'au lac Jūsan, à Goshogawara dans l'ouest de la péninsule de Tsugaru, d'où il se jette dans la mer du Japon.
Divers segments du fleuve sont situés dans des zones protégées des parcs de Towada-Hachimantai et de Tsugaru.

### Affluents
Les principaux affluents du fleuve Iwaki sont :
- la rivière Aseishi, à Hirosaki ;
- la rivière Ushironagane, à Hirosaki ;
- la rivière Hira, à Hirosaki ;
- la rivière To à Goshogawara ;
- la rivière Kanagi à Goshogawara.

## Catastrophes naturelles
Depuis des temps immémoriaux, la pluie tombant en trombe dans l'intérieur des terres et les typhons venus de la mer du Japon ont provoqué le débordement du fleuve Iwaki. La répétition de ces catastrophes naturelles a contraint les habitants de cette région du Japon à construire des digues et des barrages pour contrôler les crues tout le long du cours d'eau.

### Inondations de 1977
Début août 1977, un front météorologique engendre de fortes précipitations qui provoquent le débordement du fleuve Iwaki. Dans son bassin, 41 personnes sont mortes ou portées disparues, 13 370 habitations sont endommagées et 6 300 ha de terres agricoles sont dévastés.

### Inondations de 1981
En août 1981, le passage d'un typhon en mer du Japon engendre la formation de précipitations qui font déborder le fleuve Iwaki dans la plaine de Tsugaru. Les inondations subséquentes causent la mort de deux personnes, endommagent 1 380 maisons et inondent 2 100 ha de terres cultivées.

### Inondations de 1990
En septembre 1990, le passage d'un typhon en mer du Japon provoque le débordement du fleuve Iwaki en aval de son cours. Quelque 720 habitations sont inondées et 1 100 ha de terres agricoles sont dévastés.

## Écosystème

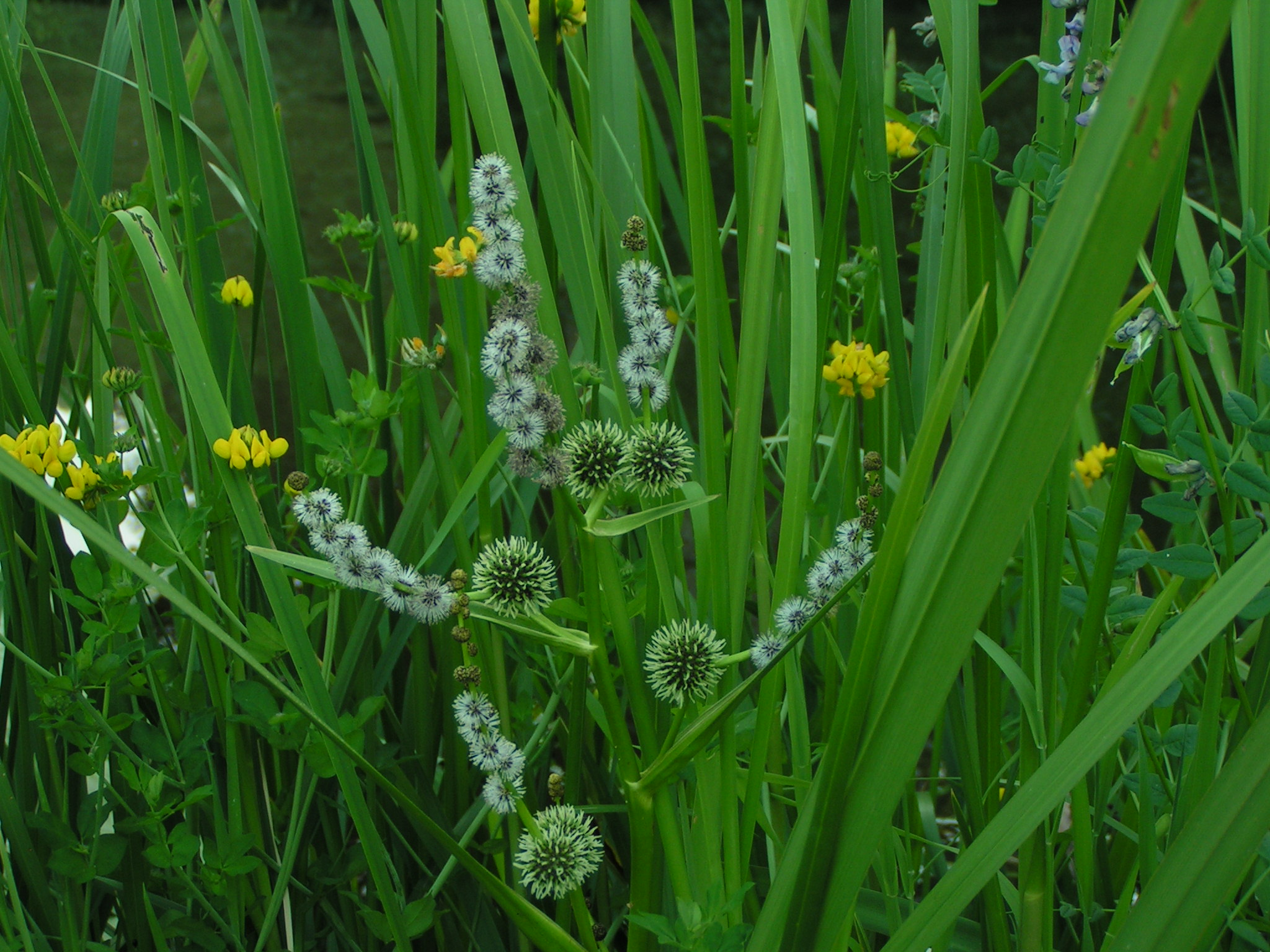
Rubanier d'eau.

La région de la source du fleuve Iwaki est couverte de larges étendues de forêts de hêtres. Les berges du fleuve abondent de rubaniers d'eau et ses eaux abritent l'ayu, une proie de choix pour diverses espèces de martins-pêcheurs.
Le cours moyen du fleuve est remarquable avec ses longues rangées de saules et ses vergers de pommiers parfois survolés par un milan noir ou un autour des palombes.
Le cours inférieur du fleuve, autrefois une vaste roselière, est une zone de marais peuplée de belettes, diverses espèces de bruants et de Locustella.